# Franciscus Gomarus
Franciscus Gomarus, noto anche come François Gomaer o Franz Gomar (Bruges, 1563 – 1641), è stato un pastore protestante e teologo olandese.

## Biografia
Nato a Bruges quando ormai imminente era la rivolta contro i dominatori spagnoli, studiò a Strasburgo sotto la docenza di Johann Sturm. Proseguì i suoi studi teologici con Girolamo Zanchi a Neustadt an der Weinstraße, continuò ad Oxford e a Cambridge, e ricevette il dottorato ad Heidelberg nel 1593.
Appena trentenne diventò professore di teologia a Leida. Abile ed ardente difensore dell'Ortodossia calvinista, protestò contro gli insegnamenti di Arminio, suo collega dal 1603 a Leida, considerandoli una pericolosa negazione della dottrina dell'elezione. Questa controversia cresce e si diffonde attraverso le chiese riformate olandesi, vedendo contrapposte le fazioni dei "Gomaristi" e degli "Arminiani". La morte di Arminio (1609) è seguita dalla Rimostranza arminiana del 1610 e dalla contro-rimostranza del 1611.
Al tempo stesso, quando il rimostrante Conrad Vorst fu nominato a Leida in sostituzione di Arminio, Gomar, disgustato, diede le dimissioni. Diventando sempre più aspra la controversia rimostrante, sempre più implicata pure in questioni politiche e partitiche, Gomar si trasferì a Saumur per insegnare nel Seminario teologico ugonotto (1614-18), e più tardi fu richiamato in patria come professore di teologia a Groninga.
Noto per le sue idee contro-rimostranti, venne scelto come delegato al Sinodo di Dordrecht e vi giocò un ruolo importante, rallegrandosi poi della condanna dei Rimostranti. Passerà a Groninga il resto della sua vita.
Gomarus sosteneva una versione scolastica del Calvinismo, sottolineando l'importanza della dottrina, e assumendo, al riguardo della predestinazione (il Sinodo di Dordrecht lasciò la questione aperta), la posizione supralapsarianista, sostenendo cioè che Dio avesse deciso la salvezza o la dannazione degli individui prima (supra) della caduta di Adamo (lapsus).
La sua Opera theologica omnia fu pubblicata subito dopo la sua morte (2 volumi, 1645).

## Voci attinenti
- Calvinismo
- Scolasticismo protestante